# Липовенська волость
Липовенська волость — історична адміністративно-територіальна одиниця Балтського повіту Подільської губернії Російської імперії. Волосний центр — село Липовеньке.
Станом на 1885 рік складалася з 7 поселень, 8 сільських громад. Населення — 5503 осіб (2795 чоловічої статі та 2708 — жіночої), 851 дворових господарств.
|                     | Площа, десятин | У тому числі орної, дес. |
| ------------------- | -------------- | ------------------------ |
| Сільських громад    | 9215           | 7789                     |
| Приватної власності | 15768          | 8153                     |
| Казенної власності  |                |                          |
| Іншої власності     | 532            | 386                      |
| Загалом             | 25515          | 16328                    |

Поселення:
- Вітольдів Брід
- Капітанка при р. Деренюсі
- Липовеньке при річці Деренюсі
- Люшнювате при р. Буг
  - Сергіївка[2]
- Матвіївка
- Молдовка при струмкові
  - Олексіївка[3]
- Надеждівка
- Пушкове при Деренюсі
- Пушковецька Слобідка (Пушковецька Одая)
- Роздол при струмках Розношинка і Красногірка
- Свірневе